# Elvio Giudici
Elvio Giudici (Langhirano, 6 gennaio 1944) è un critico musicale italiano.

## Biografia
Dopo la laurea in Biologia, conseguita presso l'Università degli Studi di Milano, viene assunto dallo stesso ateneo come ricercatore e poi come docente. Alterna per lungo tempo l'attività di docente universitario a quella di critico musicale, collaborando a varie riviste, tra cui Musica, Classic Voice, L'opera. È stato critico musicale del quotidiano Il Giorno.
È autore del volume L'opera in CD e video, con il quale ha raccolto idealmente il testimone da Rodolfo Celletti, capostipite italiano della critica discografica di tipo enciclopedico. Diversamente dal suo predecessore, Giudici ha valutato direttamente tutte le edizioni riportate.
Nel 2012 ha pubblicato il suo secondo libro, Il Teatro di Verdi in scena e in DVD, dove analizza circa 180 video. Tra il 2016 e il 2019 ha pubblicato cinque saggi dedicati al Seicento, Settecento, Ottocento e Novecento. Attualmente è collaboratore del sito Operaclick.

## Opere
- Puccini, Milano, Casa Ricordi, 1994, ISBN 978-88-75-92420-1.
- Verdi, Milano, Casa Ricordi, 1994, ISBN 978-88-75-92421-8.
- Guida all'Opera, Collana Saggi, Milano, Il Saggiatore, 1996, ISBN 978-88-515-2349-7.
- L'opera in CD e in video. Guida all'ascolto di tutte le opere liriche, Milano, Il Saggiatore, 2007  [1996], ISBN 978-88-42-81450-4.
- Il teatro di Verdi in scena e in DVD, Collana La Cultura, Milano, Il Saggiatore, 2012, ISBN 978-88-42-81870-0.
- Il Seicento. L'Opera. Storia, teatro, regia, Collana La Cultura, Milano, Il Saggiatore, 2016, ISBN 978-88-42-81930-1.
- Il Settecento. L'Opera. Storia, teatro, regia, Collana La Cultura, Milano, Il Saggiatore, 2016, ISBN 978-88-42-82296-7.
- L'Ottocento. L'Opera. Storia, teatro, regia. Volume I, Collana La Cultura n.1118, Milano, Il Saggiatore, 2017, ISBN 978-88-428-2405-3.
- L'Ottocento. L'Opera. Storia, teatro, regia. Volume II: Verdi e Wagner, Collana La Cultura, Milano, Il Saggiatore, 2018, ISBN 978-88-4282-525-8.
- Il Novecento e la musica americana. L'Opera. Storia, teatro, regia, Collana La Cultura, Milano, Il Saggiatore, 2019.